# 婚紗攝影

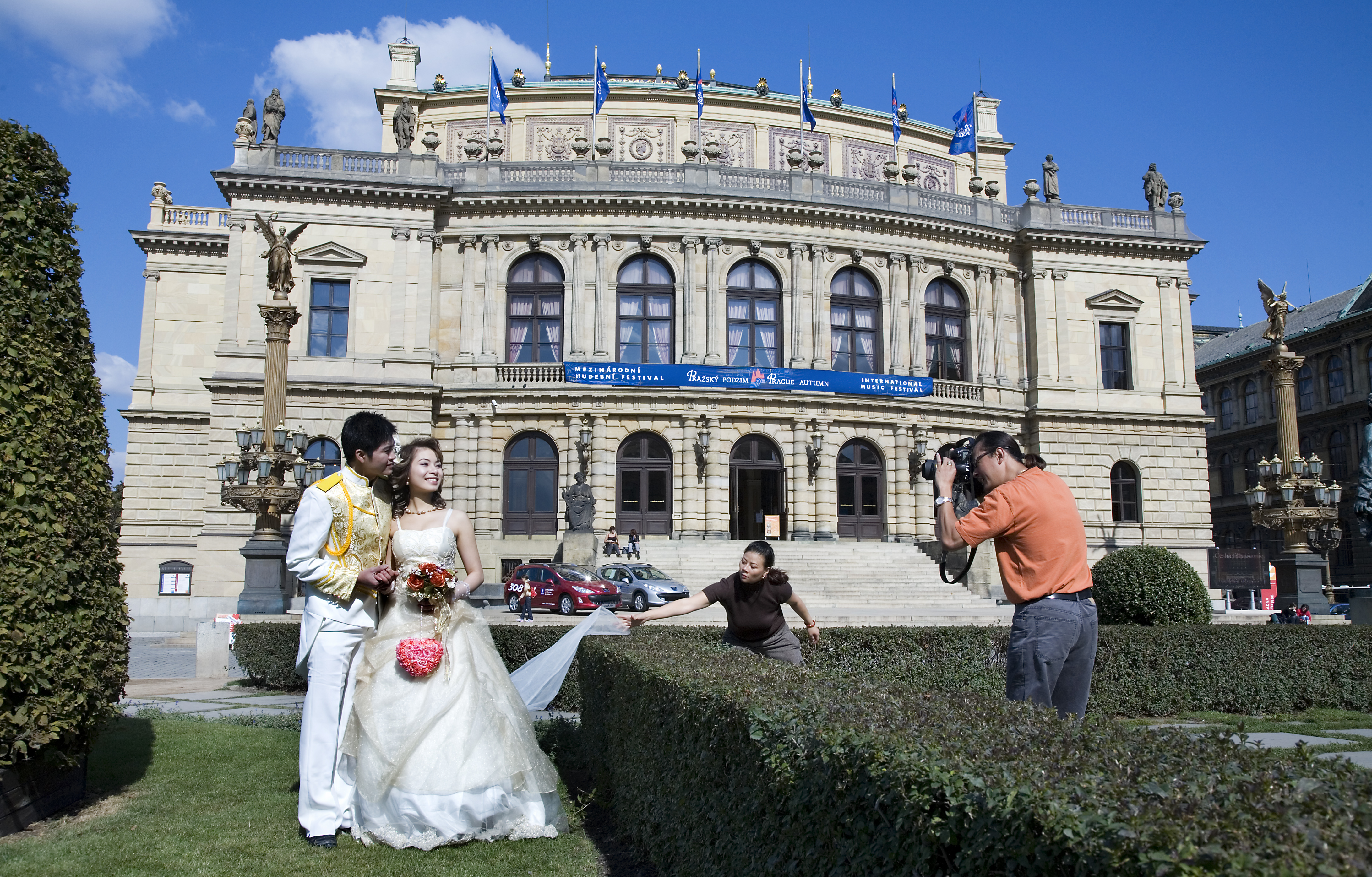
婚紗攝影

婚紗攝影、婚紗照是一種由個人工作室或公司所提供的商業拍攝活動。現今的婚紗攝影受到了數位化的影響，除了拍照本身之外，通常需要與其他產業結合。根據顧客的需求（包括訂婚及結婚），當代的婚紗攝影可能會提供以下服務：
- 影棚中的正規拍照。
- 戶外拍照，如公園、海灘或其他風景較好的地方。
- 室內拍照，如教堂、寺廟或是其他慶典、儀式場所。
- 拍攝婚禮進行中的新人與其親友、訪客。除了一般面對鏡頭擺出姿態的拍照形式之外，也包括報導式的攝影（例如跳舞中的新娘或是正在唱歌的親友）。
- 數位服務，如數位影印或是簡報式的作品展示。
- 將拍攝成果製成光碟或沖印油畫、相簿。

## 拍攝與呈現的媒體
在膠卷時代，攝影師喜歡使用彩色負片與中片幅照相機。現在許多攝影師則使用能夠快速刪除不良作品，且能夠馬上觀看結果的數位相機。婚纱攝影也随着攝影器材的不斷發展，經過了幾輪更新換代，從最早的普通膠片到120膠片機，到現在千萬像素的高端數位相機、相册、相框推陳出新，逐漸豐富了结婚禮堂、新房裡的结婚纪念品。21世纪後，又出现了電子相冊，通過影片軟體的编輯，把數位相片放入已经設計好的模板，生成可在VCD、DVD播放的光碟，加上廠商成功研發的數位相框，又再次豐富了婚纱攝影的内容。婚纱摄影在風格上也經歷了幾个階段的變化：最早期生硬的紀錄畫面，然後時尚唯美，再到貼近生活的寫實、個性的情節故事拍攝、畫意風格等等。

## 攝影師
拍攝婚紗的時候，可能會額外攜帶一位或多位攝影助理協助拍攝工作，負責打燈及調校反光板。
由於網路的流通、器材的迭代更新、修圖軟體的進步，攝影師的攝影風格也已經打破國家、地區的疆界，可以透過網路搜尋去尋找自己喜歡的拍攝風格攝影師。

## 版權

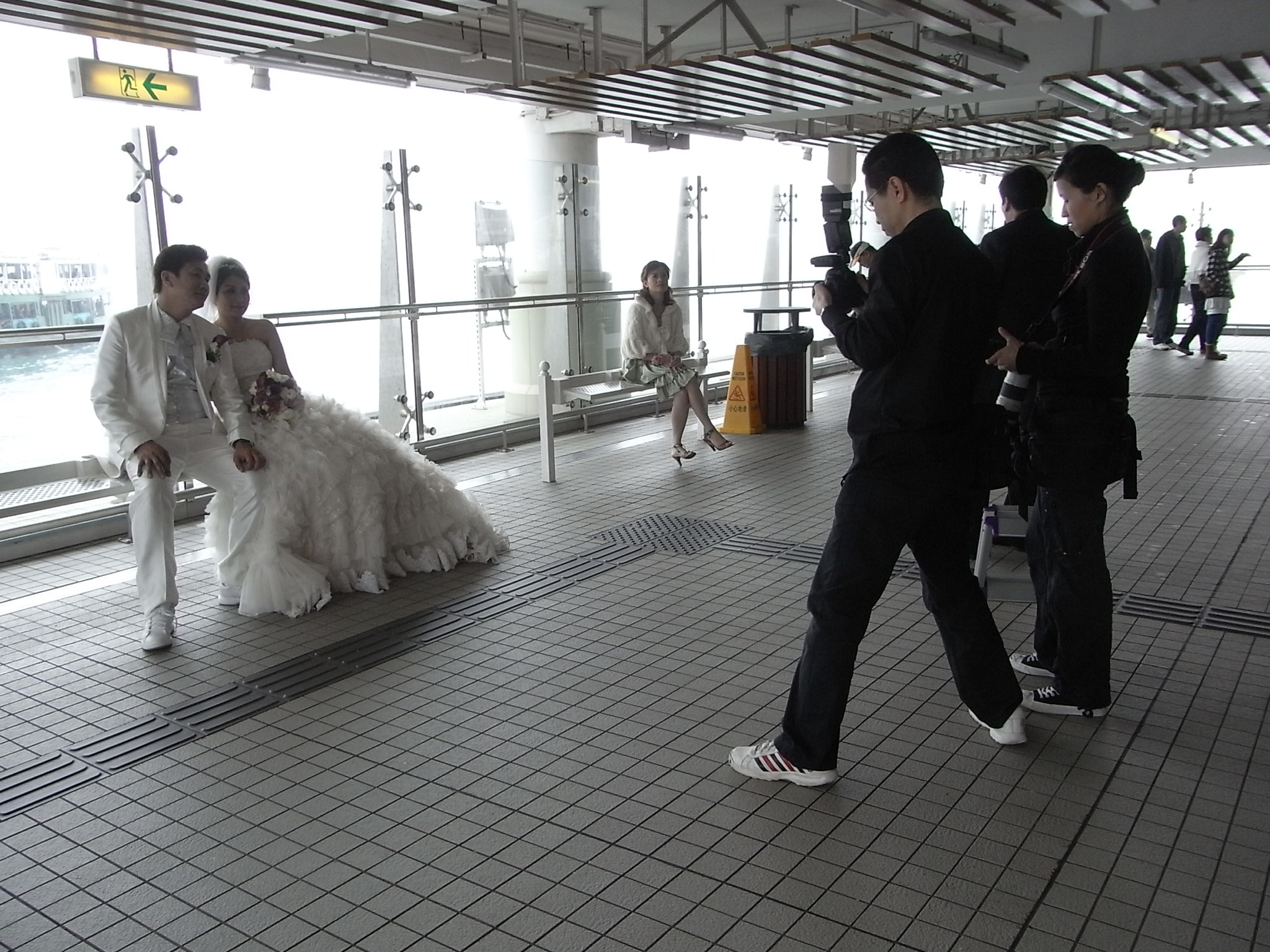
香港的廉價街頭婚紗照現場

過去的婚紗攝影師通常會保留作品的版權，顧客加洗相片則需要另外付費。而且一般來說若是攝影家不保留版權，那麼會收取更多的服務費用。不過自從攝影數位化之後，許多的攝影師將附有數位影像的光碟賣給顧客，並讓他們自己列印喜歡的相片。而且攝影師會將這些相片加上浮水印以保護自身的版權。

### 台灣的情況
台灣婚紗攝影服務業已遍及全島，各大城市多有婚紗街，通常交通便利且鄰近外拍地點。參見台灣婚紗攝影。

### 個性婚纱摄影
個性婚纱攝影，屬于婚纱攝影的範疇，是目前婚纱摄影比较推崇的攝影风格，個性婚纱攝影區別於之前的統一服装、同一模板、同一造型的攝影風格， 更加貼近新人需求，根據每對新人的不同特点進行量身訂製地拍摄。現在主題婚纱攝影在各大城市比較流行。

### 海外婚紗攝影
隨着時代進步，經濟許可下，新人對婚紗攝影的要求越來越高，海外婚紗攝影已成為一種選擇。以香港為例，新人多選擇如歐洲等海外影點拍攝婚紗。

### 自助婚紗攝影
自助婚紗是指新人自由選擇攝影師、造型師、禮服等等，不受婚紗攝影包套內容限制的一種攝影新消費形式，有別於制式傳統大型婚紗公司，專門為想要有自己想法或概念的人所設計的婚紗拍攝方式。早期年代，新人拍婚紗照都可能面臨一種選擇，在婚紗攝影方案裡面的內容，要更改內容都需要在攝影方案之外額外再付費。因此，近年來，由於新人越來越希望拍婚紗的過程是由自己掌握，婚紗攝影開始朝個人化發展，自助婚紗一詞也應運而生。自助婚紗特色在於可以直接跟攝影師本人接觸溝通，避免還需要透過婚紗公司接待人員再傳達或者當天才跟攝影師溝通拍攝的狀況，新人可以挑選自己要的婚紗禮服、攝影師的拍攝風格、造型師的彩繪化妝個性，讓新人擁有極大的自主性，拍攝婚紗照的地點也由新人決定。不但自主挑選喜愛的攝影師、造型師更可以選擇自己喜愛的婚紗禮服,，由自己安排拍攝行程自助婚紗服務的提供者是婚紗攝影工作室，和傳統婚紗公司所提供的包套可以不完全相同，自助婚紗的包套服務可能比婚紗公司提供的包套服務價格便宜，主要還是彈性的安排拍攝內容，是吸引許多新人選擇自助婚紗的理由之一。
優點：拍攝風格，可以依據自己的喜好選擇合適的攝影師，可以自己找造型師試妝之後選擇，可以按照自己計劃選擇婚紗款式和數量，拍攝景點和行程安排可以由自己掌握，輸出品也可以根據自己的需求選擇，大多情形下可以在拍照結束後拿到所有的照片檔案。可以直接跟攝影師、造型師面對面溝通。
缺點：個人工作室年資名氣不如婚紗公司，資產相對婚紗公司小，容易被不信任。需要花很多時間去比較每一個資源的優劣。

### 婚紗公司
優點：資源集中多樣化、禮服選擇多、方便性高，提供多位攝影師、造型師做選擇，不需要自己到處尋找各種資源，例如攝影師、造型師、禮服。通常，婚紗公司照片檔案不會全部贈送，會根據一開始選擇的拍攝方案內容給予照片數量，想要再多選擇照片檔案的情形下，需要再按照片數量來計算額外費用。
平心而論，婚紗公司可以提供市場最低價的攝影方案費用。
缺點：價錢高低不等於品質，還是需要自己做調查。任何沒有寫在合約上的條件，都可能需要額外支付費用購買。只要風評不好，隨時都可以更換名稱再出現在市場上。